# Laura Azcurra

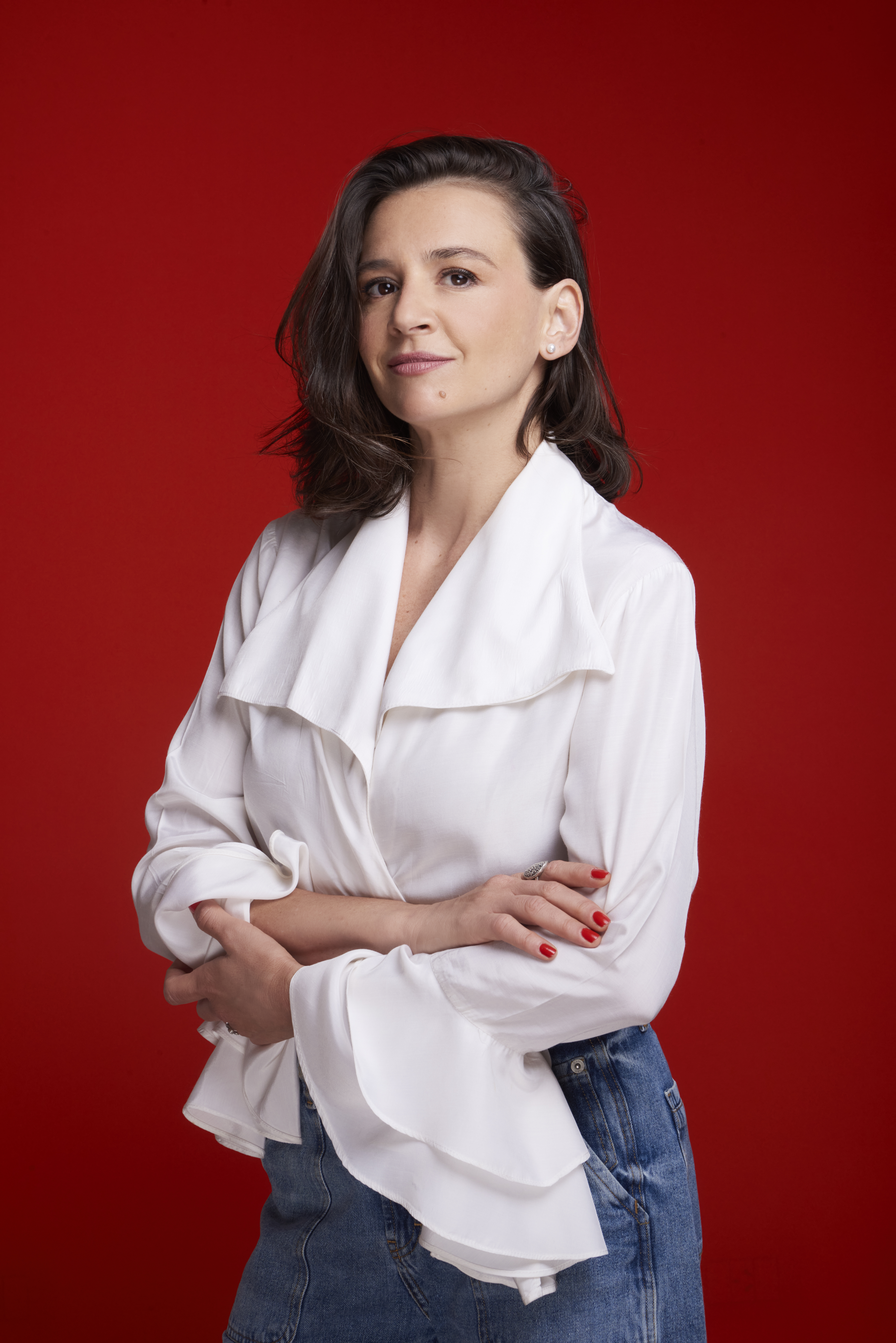
Laura Azcurra

Laura Azcurra (Buenos Aires, 19 de febrero de 1981) es una actriz, bailarina de flamenco y presentadora argentina. Como actriz ha interpretado tanto dramas como comedias, y trabaja en cine, teatro y televisión.

## Carrera
Su formación comenzó a los 10 años, dando cuenta de su vocación artística al haber incursionado en las distintas ramas del teatro y el arte escénico. Estudió actuación, teatro clásico, improvisación y entrenamiento actoral, clown, máscara neutra, y comedia del arte. Estudió teatro con Falconi, Lira y Gallardou; y realizó los estudios escolares en las escuelas Pizzurno y Normal 10.
Vivió su infancia rodeada de familiares vinculados al mundo del espectáculo y debido a esto Laura estudió actuación. Su padre era director de teatro, su madre una maquilladora y su hermana mayor es bailarina.
Laura ha recorrido una larga trayectoria tanto en televisión como en teatro, aunque sus primeros pasos los haya dado en el cine a los 14 años bajo la dirección de Eliseo Subiela en la película Despabílate amor. Algunos éxitos televisivos en los que participó incluyen RRDT, Campeones de la vida, Verdad consecuencia, Son amores, Soy gitano, Floricienta y Mujeres asesinas. Su incursión en el teatro la llevó a transitar algunas de sus experiencias teatrales más valiosas, como la de haber protagonizado en Madrid durante 2 meses la obra Contracciones, de Marta Betoldi, dirigida por Leonor Manso y Mario Pasik, como parte del ciclo Teatro por la Identidad en el año 2001.
Su "amplia" capacidad creativa como actriz, improvisadora y bailarina, la mantienen en constante movimiento, descubriendo e investigando nuevas disciplinas que abarcan desde el canto y la capoeira hasta el flamenco y la dramaturgia. Desde hace diez años baila y estudia flamenco, con maestros en Argentina, y en la escuela Amor de Dios en Madrid. Demostró su dominio de dicha disciplina en su participación en la telenovela Floricienta, donde interpretaba a una gitana.

## Cine
- Despabílate amor (1996)
- Tesoro mío (1999)
- Rockabilly (2000)
- Pescado crudo (2000)
- Vacaciones en la Tierra (2001)
- Filmatron (2007)
- Motivos para no enamorarse (2008)
- Solos en la ciudad (2011)
- 20.000 besos (2013)
- El otro, no todo es lo que ves (2014)
- El karma de Carmen (2014)

## Televisión

### Ficción
| Año       | Título               | Personaje                      | Canal          |
| --------- | -------------------- | ------------------------------ | -------------- |
| 1997-1998 | R.R.D.T.             | Georgina Rojas                 | El Trece       |
| 1998      | Verdad consecuencia  | Bárbara                        | El Trece       |
| 1999-2001 | Campeones de la vida | Camila Grande                  | El Trece       |
| 2002      | Son amores           | Candela Carmona                | El Trece       |
| 2003      | Soy gitano           | María Emilia Calleja           | El Trece       |
| 2004      | Los pensionados      | Felicitas                      | El Trece       |
| 2004      | Floricienta          | Amelie de Fritzenwalden        | El Trece       |
| 2005      | Paraíso rock         | Carmela Brea                   | Canal 9        |
| 2006      | Hechizada            | Tweety                         | Telefe         |
| 2008      | Lalola               | Bruja 2                        | América TV     |
| 2008      | Mujeres asesinas 4   | Nancy "Ep: Juana, instigadora" | El Trece       |
| 2009      | Enseñame a vivir     | Marcela Correale               | El Trece       |
| 2010      | Jake & Blake         | Brenda                         | Disney Channel |
| 2010      | Ciega a citas        | Julieta Moreno                 | TV Pública     |
| 2011      | Decisiones de vida   | Diana "Ep: Si... y qué"        | Canal 9        |
| 2012      | Lobo                 | Julia Linares de Díaz Pujol    | El Trece       |
| 2013      | Historias de diván   | Débora "Ep: Infidelidad"       | Telefe         |
| 2013      | Historias de corazón | Sofía "Ep: El vestido rojo"    | Telefe         |
| 2015      | El otro              | Jéssica                        | TV Pública     |
| 2017      | Cuéntame cómo pasó   | Clara Ruiz                     | TV Pública     |
| 2019      | Go! Vive a tu manera | Mercedes Taylor                | Netflix        |
| 2020      | Separadas            | Victoria Lorca                 | El Trece       |

### Programa - Conducción
| Año       | Programa          | Rol          | Canal                              |
| --------- | ----------------- | ------------ | ---------------------------------- |
| 2005      | Ciudades y copas  | Host         | Travel & Living, Discovery Channel |
| 2010-2012 | Pura Química      | Coconductora | ESPN+                              |
| 2013      | Vivo en Argentina | Conductora   | TV Pública                         |
| 2013-2014 | La búsqueda       | Conductora   | Canal de la Ciudad                 |
| 2015      | Experiencia BA    | Conductora   | Canal de la Ciudad                 |

## Radio
- Pura Química, ESPN 107.9 (2010)

## Teatro
- 1998: Perla. Junto a Soledad Silveyra, Juan Manuel Tenuta, Pablo Rago, Tina Cerrano y Claudio Dapasano. Dirección Mauro Rasi.
- 2001:  Contracciones de Marta Betoldi. Dirección Leonor Manso, ciclo Teatro por la identidad.
- 2002: Impronta. Dirección Gustavo Sosa, teatro en episodios, impro.
- 2004: El protagonista. Dirección Luis Agustoni, Teatro Paseo la Plaza.
- 2005-2006 Contracciones. Dirección Mario Pasik, Ciclo txi.
- 2008: Señorita Julia. Junto a Carlos Kaspar y Maia Francia. Dirección Claudio Ferrari.
- 2008: De hombres, mujeres y clichés. Dirección Martin Blanco.
- 2010-2011 Post parto. Junto a Victoria Onetto y Silvina Bosco. Dirección Ignacio Apolo.
- 2011: Noche de Reyes. Junto a Felipe Colombo, Germán Tripel, Florencia Otero y gran elenco. Dirección Jorge Azurmendi.
- 2012: Post parto. Junto a Victoria Onetto y Celeste Garcia Satur. Dirección Ignacio Apolo.
- 2014-2020  Toc- Toc. Junto a  Mauricio Dayub,  Gimena Riestra, Diego Gentile y gran elenco. Dirección Lia Jelin.
- 2016-2025 Salir del Ruedo. Interpretación y dirección junto a Mariana Asttuti.
- 2020 Hello Dolly. Junto a Darío Lopilato, Agustín Sullivan, Lucía Galán y Carla del Huerto. Dirección Arturo Puig
- 2022-2025 Tita Y Rodhesia. Interpretación y codirección junto a Valeria Stilman.
- 2023 Como Provocar un incendio. De y con Gonzalo Heredia. Junto a Eugenia Tobal, Nicolas Garcia Hume. Dirección Eva Halac.
- 2024 Frida Kahlo Viva la Vida. Dirección Julia Morgado.